# Rockefeller Street (album)
Rockfeller Street è il primo album completo della cantante estone Getter Jaani, pubblicato il 1º maggio 2011 dall'etichetta discografica estone Moonwalk. L'album è stato pubblicato fisicamente solo in Estonia, ma è stato reso disponibile digitalmente a livello planetario.
Con Rockefeller Street, il brano che dà il nome all'album, la cantante ha partecipato alla finale dell'Eurovision Song Contest 2011, giungendo 24ª.
Nell'album sono state inserite anche tre tracce che erano contenute anche nel primo EP della cantante: Parim Päev, Grammofon e Saladus. Le prime due sono stati proprio i due singoli estratti dall'EP, mentre la terza è stata reinserita in una versione diversamente arrangiata.
Il 23 maggio 2011 viene estratto il secondo singolo dall'album: Valged Ööd, cantata in duetto con Koit Toome. Mentre il 30 ottobre 2011 viene pubblicato il terzo singolo: Me Kõik Jääme Vanaks, traccia dove è presente la collaborazione come chitarrista di Mihkel Raud, giudice di Getter quando ha partecipato a Eesti otsib superstaari.

## Tracce
Digital (Moonwalk)
1. Rockefeller Street
2. Valged Ööd (feat. Koit Toome)
3. Robot
4. Grammofon
5. Must Klaver
6. Parim Päev
7. Me Kõik Jääme Vanaks
8. Saladus
9. Teater
10. Ebareaalne
11. Alles Alguses
12. Rockfeller Street (Remix)

## Classifiche
| Classifiche (2011) | Posizione |
| ------------------ | --------- |
| Estonia            | 3         |